# Suolaviridae
Suolaviridae ist eine vom International Committee on Taxonomy of Viruses (ICTV) im März 2022 neu eingerichtete Familie von Archaeenviren innerhalb der Klasse Caudoviricetes. Sie ist innerhalb dieser Klasse bisher ohne nähere Zuordnung (Stand 6. März 2024); mit diesem Stand umfasst die Familie monotypisch nur eine Gattung, Pormufvirus mit einer einzigen Art (Spezies) Pormufvirus salinum (früher Pormufvirus HRTV28, Referenzstamm Halorubrum tailed virus 28, kurz: HRTV-28).
Die Zugehörigkeit zu den Caudoviricetes und ihre halophilen Archaeenwirte klassifizieren die Suolaviridae nicht-taxonomisch einerseits als arTVs (archaeal tailed viruses), andererseits als Haloviren.

## Beschreibung

### Morphologie
Die durch HRTV-28 repräsentierten Suolaviridae sind vom Morphotyp der Siphoviren.

### Wirte
Der Wirt von HRTV-28 ist der Stamm SS8-7 der halophilen Archaeen-Gattung Halorubrum (Ordnung Haloferacales, Euryarchaeota) – die Spezies trägt den provisorischen Namen Halorubrum sp. SS8-7.

### Habitat und Fundort
HRTV-28 wurde aus im November 2009 entnommenen Wasserproben (sample SSII) von Salinen (solar saltern) an der Küste der Provinz Samut Sakhon in Thailand identifiziert (13,5333° N, 100,2833° O).

### Genom und Proteom
Das Genom der Suolaviridae unsegmentiert, es ist ein lineares dsDNA-Molekül mit einer Länge von ca. 35 kbp (Kilobasenpaaren).
Das bereits zuvor beschriebene Halorubrum tailed virus 28 (HHTV-28) fand sich bei einer 2021 veröffentlichten Clusteranalyse mit 63 vollständigen Genomen von arTVs in einem als F10 bezeichneten Singleton
Die Länge des unsegmentierten dsDNA-Genoms von HRTV-28 beträgt 35.270 abp.
Die für die Gattung Pormufvirus als charakteristisch geltenden (und namensgebenden, siehe § Etymologie) Proteine sind das Portalprotein und ein gpF-Protein ähnlich dem von Escherichia-Phage Mu (Spezies Muvirus mu, Morphotyp: Myoviren).

## Systematik
Die Systematik der Familie Suolaviridae gemäß International Committee on Taxonomy of Viruses (ICTV) – mit Ergänzungen nach der Taxonomie des National Center for Biotechnology Information (NCBI) – ist wie folgt (Stand Mai/Juni 2024):

Familie Suolaviridae  (ursprünglich als „F10-Gruppe“ bezeichnet)
- Gattung Pormufvirus
  - Spezies Pormufvirus salinum (früher Pormufvirus HRTV28), mt
Halorubrum tailed virus 28 (HRTV-28, Halorubrum-Virus HRTV-28) – Genomlänge: 35.270 bp[4][14]

## Etymologie
- Die Bezeichnung der Familie Suolaviridae ist abgeleitet von finnisch suola ‚Salz‘, was sich auf die Haloarchaeen-Wirt dieser Viren bezieht; die Endung ‚-viridae‘ bezeichnet Virenfamilien.[1][2][3]

- Der Gattungsname Pormufvirus ist als Kofferwort eine Zusammenziehung von portal- and  Mu gpF proteins, zwei charakteristische Proteine des diese Gattung repräsentierenden Virus HRTV-28.[2]
  - Das Art-Epitheton HRTV28 verweist auf das typische Virus Halorubrum tailed virus 28 (HRTV-28).